# Planegger Straße 20

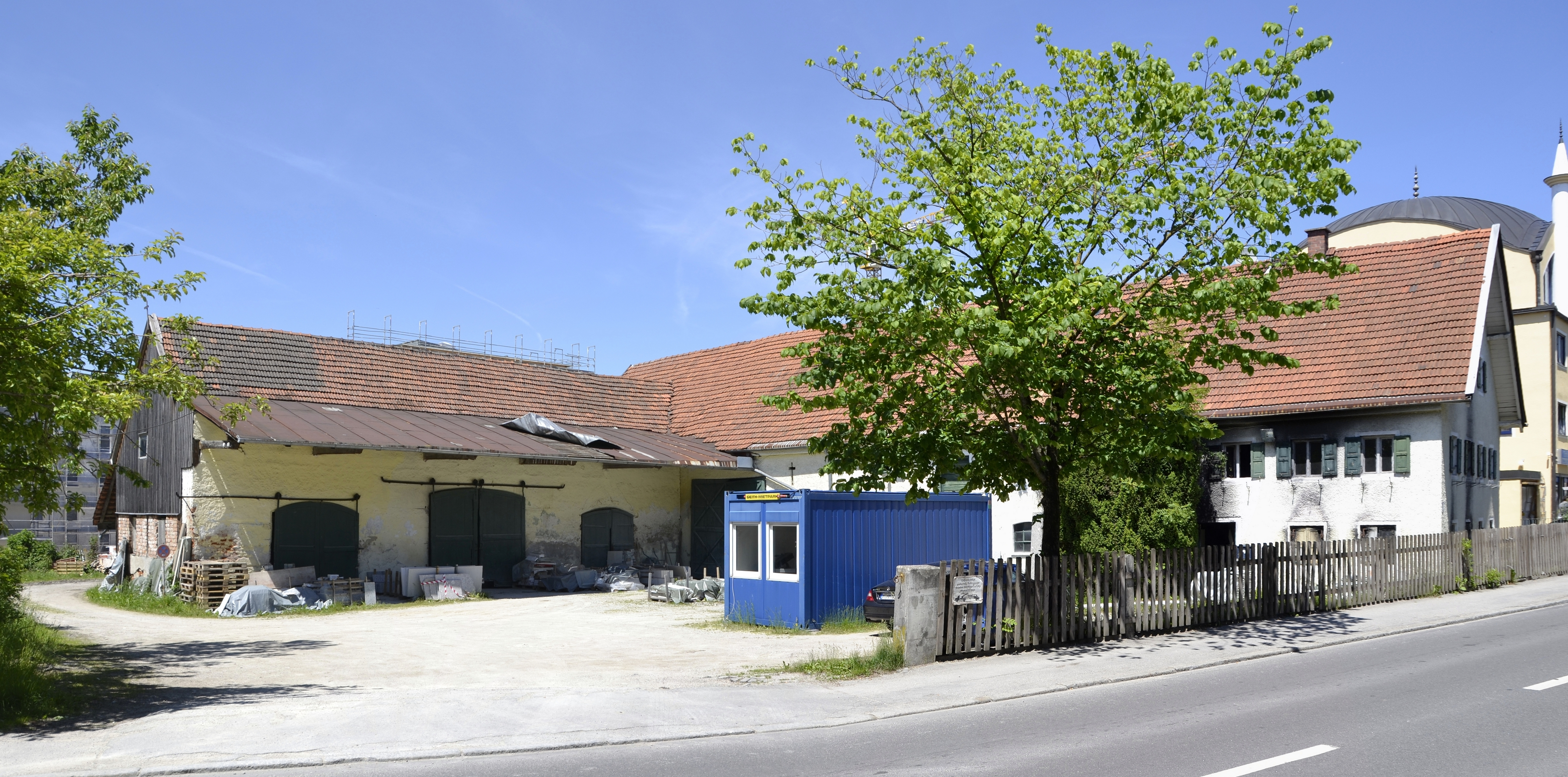
Bauernhaus Planegger Straße 20 im Stadtteil Pasing von München (2013)

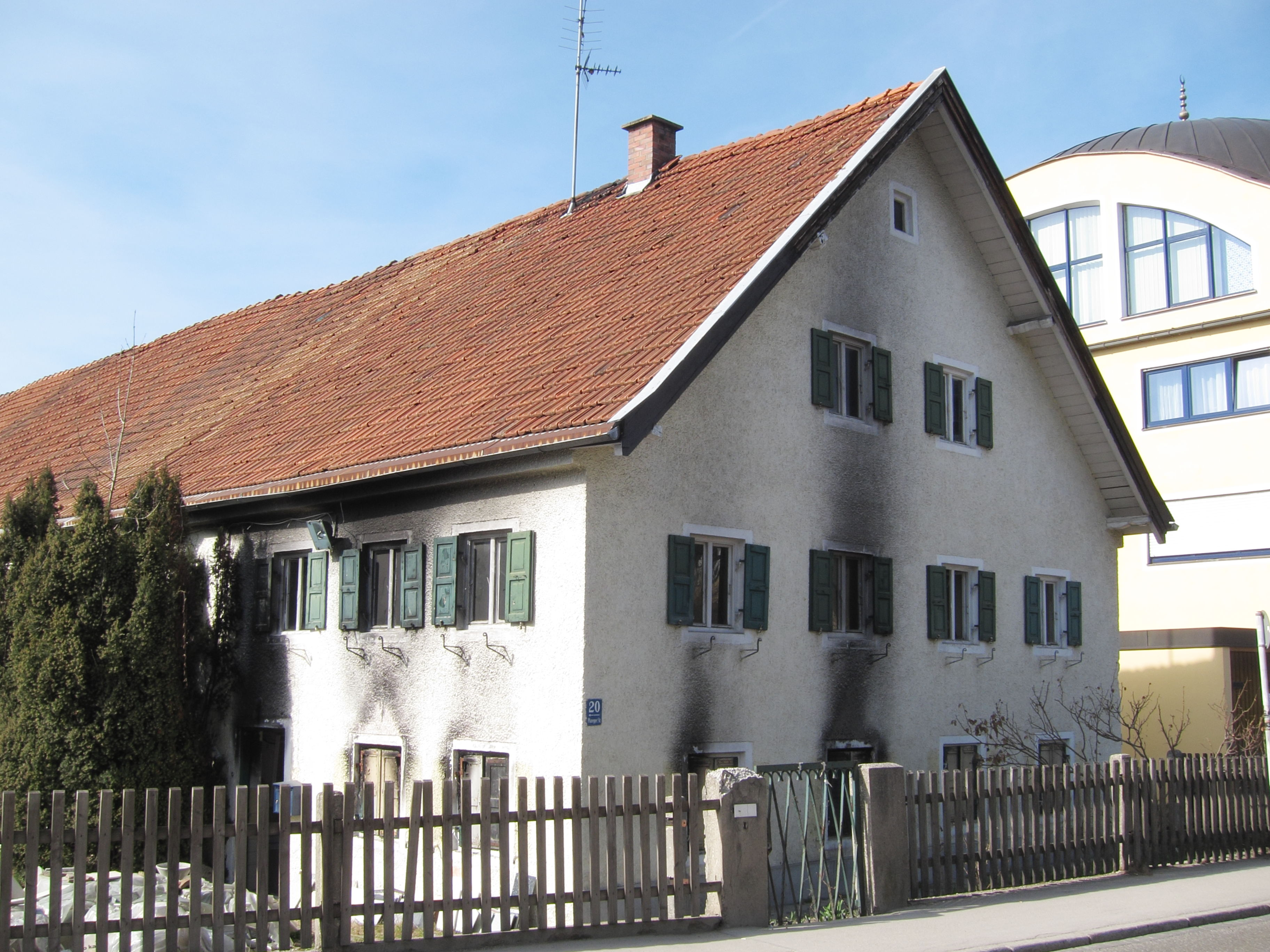
Wohnhaus nach Brandschaden

Das Gebäude Planegger Straße 20 im Stadtteil Pasing der bayerischen Landeshauptstadt München wurde in der ersten Hälfte des 19. Jahrhunderts errichtet. Das Bauernhaus an der Planegger Straße ist ein geschütztes Baudenkmal.
Das zweigeschossige Wohnstallhaus mit Satteldach wurde um 1800 und der Wirtschaftsteil um 1845 erbaut. Das Dachwerk wurde insgesamt neu errichtet und um 1895 erweitert und umgebaut. Der rechtwinklig angeschlossene Stadel, ein Satteldachbau, stammt aus dem Jahr 1857.
Ein Brand im Januar 2011 führte zu Beschädigungen im Wohnbereich, wie die Rußspuren an der Fassade zeigen.